# Lygodactylus winki
Lygodactylus winki — вид геконоподібних ящірок родини геконових (Gekkonidae). Ендемік Мадагаскару. Описаний у 2022 році. 

## Поширення і екологія
Lygodactylus winki мешкають на півночі острова Мадагаскар. Вони живуть у вологих тропічних лісах, на висоті від 1320 до 1717 м над рівнем моря.